# بوني رايت (مغنية)
بوني رايت (بالإنجليزية: Bonnie Raitt)‏ هي مغنية بلوز أمريكية من مواليد 8 نوفمبر 1949، وعازفة جيتار وكاتبة أغاني وناشطة. أصدرت خلال السبعينيات، سلسلة من الألبومات المتأثرة بالجذور الأمريكية التي تعرف باسم أمريكانا (تُعرف أيضًا باسم موسيقى الجذور الأمريكية) هي مزيج من الموسيقى الأمريكية وتحديداً تلك الأصوات التي تم دمجها من الفولكلور والكونتري، وموسيقى البلوز والإيقاع والبلوز والروك أند رول والإنجيل والتأثيرات الخارجية الأخرى. في عام 1989، بعد عدة سنوات من الإشادة النقدية ولكن القليل من النجاح التجاري، حققت نجاحًا كبيرًا مع ألبوم «استعارة بالوقت Nick of Time». الألبومان التاليان «حظ القرعة Luck of the Draw» و«الشوق في قلوبهم Longing in Their Hearts» كانت مبيعاتهم بعدة ملايين، مما أدى إلى ظهور العديد من الأغاني الفردية، بما في ذلك «شيء للحديث عنه Something to Talk About»، و«الحب يتسلل عليك Love Sneakin' Up On You»، والأغنية العاطفية «لا أستطيع أن أجعلك تحبني I Can't Make You Love Me» (مع بروس هورنسبي على البيانو).
حصلت بوني رايت على 10 جوائز جرامي Grammy Awards، وتم إدراجها في المرتبة 50 في قائمة رولينج ستون «لأعظم 100 مطرب في كل العصور»، ورقم 89 في قائمة المجلة «أعظم 100 عازف جيتار في كل العصور». قال فنان الموسيقى الريفية الأسترالية غرايم كونورز: «بوني رايت تفعل شيئًا مع قصيدة غنائية لا يستطيع أحد أن يفعلها؛ إنها تضمها وتلفها لتضعها في قلبك».

## وصلات خارجية
- الموقع الرسمي
- Fansite: Bonnie's Pride and Joy
- بوني رايت (مغنية) على موسوعة بريتانيكا
- Allmusic Guide Profile